# Логос

Слово «логос», записане грецькою

Ло́гос (дав.-гр. Λόγος)  — термін західної філософії, релігії, психології та риторики. З давньогрецької мови буквально означає «слово». Уживається передусім у значеннях власне слова, науки, закону, надприродного світового розуму. Часто під логосом розуміється раціональне, логічне знання, яке протиставляється міфу як знанню ірраціональному і прийнятому на віру. У логіці логос — це здатність робити умовиводи, знаходити причиново-наслідкові зв'язки. У східних філософіях йому аналогічні дао, а також — дгарма.

## Антична філософія
Початково слово «логос» одночасно позначало слово і думку, осмислене слово. В античній філософії «логос» — це термін для позначення загального закону світу. Вперше застосований Гераклітом, де розуміється як сутність всіх речей, знеособлений вічний розум, котрий створює все в світі з протилежностей, впорядковує і наперед визначає долю. Логос робить світ впорядкованим і гармонічним, виражає постійність і єдність протилежностей. Згодом слово «логос» набуло нових значень і інтерпретацій: власне «слово», «думка», «сенс» (поняття).
У поглядах Сенеки сутність людини полягає в її розумі, а сутність світу — в вищому світовому розумі, який мислитель і називає Логосом. Стоїки трактували Логос як світовий розум, який втілюється в матерії, якому підкоряються природа і повинна коритися людина. В неоплатоніків Логос — це притаманна Богу сила розуму, його вічні думки і слова, що творять і пов'язують воєдино світ.

## Християнська філософія
У християнській філософії Логос найчастіше — творче слово Бога, зокрема те, яким було створено світ. Нерідко асоціюється з самим Богом і різними його іпостасями. В працях Тертуліна Логос є окремою від Бога субстанцією, яка з'явилася тимчасово і потім повернулася до Бога. Савелій називав Логосом Бога-творця, який відкриває себе світу. Климент Александрійський говорив про Логос як вищий принцип всього сущого, який не має початку і кінця, откровення Бога-Отця, мудрість і істину, якою твориться світ. В Оригена Логосом зветься одна зі складових Трійці: Бог-Отець впливає на весь світ, Святий Дух — на святих людей, а Логос перебуває між ними і впливає на всіх розумних істот.
Важливий внесок у християнське розуміння Логосу зробив Юстин. У його філософії під Логосом розуміється вічний абсолютний розум, втіленням якого є Христос. Логос є джерелом людського розуму і свободи, що попри гріхопадіння людей надає їм можливість спасіння душі через слідування йому. Юстин стверджував, що завдяки Логосу всі люди мають здатність зрозуміти доцільний і розумний спосіб життя, який врешті приведе до спасіння. Діяльністю Логосу Юстин пояснював існування понять про єдиного Бога, благочестя, гріх, у мислителів давнини та інших народів, що ніколи не знали про Святе Писання чи Ісуса Христа.

## Філософія Об'єднання
У філософії Об'єднання  "Логос" відіграє центральну роль у поясненні природи Бога, процесу творення та сутності людства. Тут Логос трактується у двох основних значеннях: як «Слово», що означає думку або задум Бога, і як «Закон», що втілює єдність розуму та принципів. Цей Логос є Божим Словом і джерелом істини. Він розглядається як внутрішній план або креслення, згідно з яким Бог створює всесвіт. Процес творення відбувається у два етапи: спочатку в душі Бога формується Логос (задум), а потім через взаємодію Логосу з аспектом хьонсан (праенергією) створюється зовнішній матеріальний прояв.
Логос у філософії Об'єднання не є статичною концепцією; він є живим, активним і творчим. Оскільки Логос — це єдність розуму і принципів, усі без винятку предмети, створені за допомогою Логосу, об’єднують у своєму існуванні розум (свободу) і принципи (необхідність). Розум, що є частиною Логосу, відрізняється від людського. Якщо людський розум є інтелектуальною функцією зі свободою і здатністю до концептуалізації та пошуку універсальних істин, то розум у Логосі є просто інтелектуальною функцією зі свободою. Важливим є розрізнення між Логосом, за яким були створені люди, і Логосом, за яким було створено все інше. Вважається, що для створення людства був задіяний Логос з вищими функціями інтелекту, емоцій та волі, що проявляються як «духовна душа». Натомість для створення решти світу був використаний Логос з нижчими рівнями цих функцій, які в людині відповідають за «фізичну душу».
Основою Логосу є Шімджон. Усе творіння, включно з людиною, є відображенням Божественного Логосу, що втілюється з метою реалізації радості через любов. Бог, як митець, створює всесвіт як свій витвір мистецтва, а людина, створена за Його образом, покликана володарювати над творінням, використовуючи свою творчість, що в ідеалі мала б повністю нагадувати Божу. Через гріхопадіння перших людей ця здатність була втрачена, але потенціал до її відновлення залишається центральною темою вчення.